# Татес, Николас
Николас Татес (родился 5 мая 1915 года — 25 декабря 1990 года) — бывший голландский каноист. Принимал участие в соревнованиях по гребле на байдарках и каноэ в конце 1930-х годов. Участник Олимпийских игр 1936 в Берлине.
Татес родился и умер в городе Заандаме.

## Спортивные достижения
Выступал за спортивный клуб De Geuzen, Zaandam (Нидерланды).
Николас Татес завоевал бронзовую медаль в дисциплине К-2 (байдарка-двойка) на дистанции 1000 метров на летних Олимпийских играх 1936 в Берлине. Выступал на соревнованиях с напарником, шведским спортсменом Вим ван дер Крофтом.